# Nomindra leeuweni
Nomindra leeuweni är en spindelart som beskrevs av Norman I. Platnick och Baehr 2006. Nomindra leeuweni ingår i släktet Nomindra och familjen Prodidomidae. Inga underarter finns listade i Catalogue of Life.